# Žarošice
Žarošice är en ort i Tjeckien.   Den ligger i regionen Södra Mähren, i den sydöstra delen av landet, 220 km sydost om huvudstaden Prag. Žarošice ligger 208 meter över havet och antalet invånare är 968.
Terrängen runt Žarošice är huvudsakligen platt, men åt nordost är den kuperad. Runt Žarošice är det ganska tätbefolkat, med 192 invånare per kvadratkilometer. Närmaste större samhälle är Kyjov, 11,8 km öster om Žarošice. Trakten runt Žarošice består till största delen av jordbruksmark.